# بریدی نون
بریدی نون (به انگلیسی: Brady Noon) (زاده ۳۰ دسامبر ۲۰۰۵) بازیگر آمریکایی است.
از کارهای معروف او می‌توان به بازی در فیلم جابجایی اعضای خانواده اشاره کرد.

## فیلم‌شناسی
فهرست برخی از فیلم‌هایی که بریدی نون در آن‌ها به ایفای نقش پرداخته‌است:
- پسران خوب(۲۰۱۹)
- دفترچه خاطرات یک پسربچه بی‌عرضه(۲۰۲۱)-صداپیشه
- با من ازدواج کن(۲۰۲۲)
- لاک‌پشت‌های نینجای جهش‌یافته نوجوان: آشوب جهش‌یافته(۲۰۲۳)-صداپیشه
- جابجایی اعضای خانواده(۲۰۲۳)
- امپراتوری بوردواک (مجموعه تلویزیونی)